# Livonská kuchyně

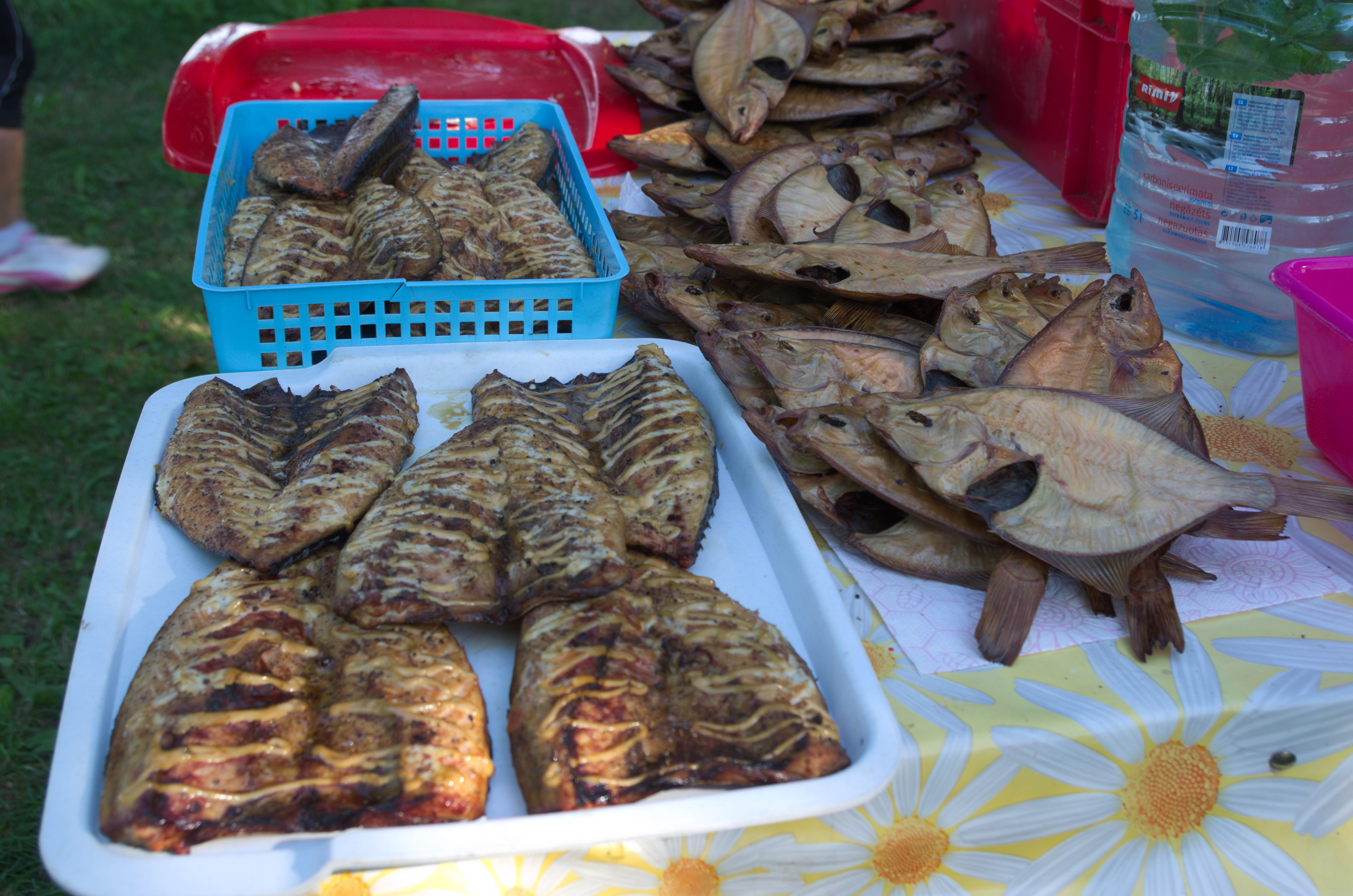
Sušené ryby

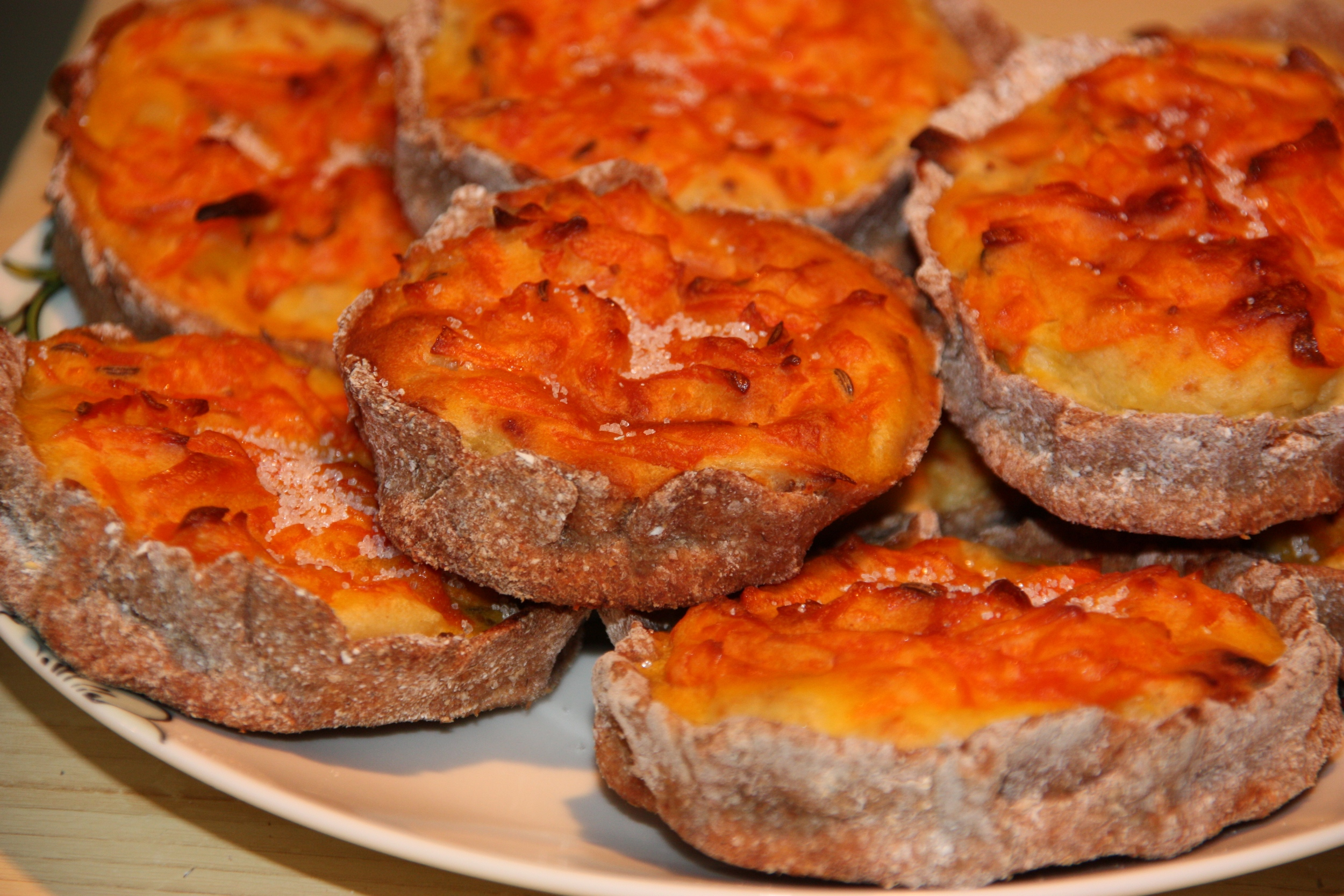
Sūrkak

Livonská kuchyně (livonsky: līvõd kēk) je tradiční kuchyní Livonců, malého národa, který žije především v severozápadním Lotyšsku a v menší míře také v Estonsku (v regionu Livonska). Tato kuchyně již není příliš rozšířená, protože livonský národ již téměř vymřel, ale mnohé pokrmy se připravují dodnes, v rámci lotyšské kuchyně.
Livonci tradičně žili na mořském pobřeží a živili se jako rybáři, mezi nejpoužívanější druhy ryb patři platýs, sleď nebo treska. Livonci nepěstovali mnoho rostlin a nechovali mnoho hospodářských zvířat. Pěstovaly se sice brambory, ale ne v moc velké míře. Z hospodářských zvířat se nejčastěji chovala prasata, ale ani ta se nechovala ve velkých počtech. Livonská kuchyně ovšem používala i různé druhy zeleniny a mouku, tyto suroviny Livonci získavali od ostatních národů, výměnou za ryby. Dále se používaly různé bobule z přírody. Cukr se zásadně nepoužíval, protože byl v této oblasti příliš drahý.

## Příklady livonských pokrmů a nápojů
Příklady livonských pokrmů a nápojů:
- Chléb, peklo se mnoho druhů chlebů, nejčastěji žitný, ale někdy i ječný. Do těsta na chleba se někdy přidávala i tresčí játra.
- Sušené ryby, ryby jsou obvykle nasolovány a sušeny.
- Sūrkak (lotyšsky: sklandrausis), mrkvový koláč, který zdomácněl i v lotyšské kuchyni.
- Klobásy, sádlo, slanina (ta byla často přidávána do rybích pokrmů)
- Razākakūd, chléb se sádlem
- Kaše (obvykle z brambor nebo ječmene)
- Pivo